# 에드비주 푀예르
에드비주 푀예르(Edwige Feuillère, 1907년 10월 29일 ~ 1998년 11월 13일)는 프랑스의 배우다.
극계의 귀부인이란 별명이 있다. 불바르에서도 품위 있는 연기를 보였고, 바로의 극단에 객연(客演)하여 지로두나 폴 클로델의 작품에서 깊은 문학적 이해를 보이고 있다.

## 출연 작품
- 올리비아 (1951)
- 메이어링에서 사라예보까지 (1940)
- 데얼즈 노 투모로우 (1939)
- 골고다 (1935)